# Đường Cách Mạng Tháng Tám, Thành phố Hồ Chí Minh

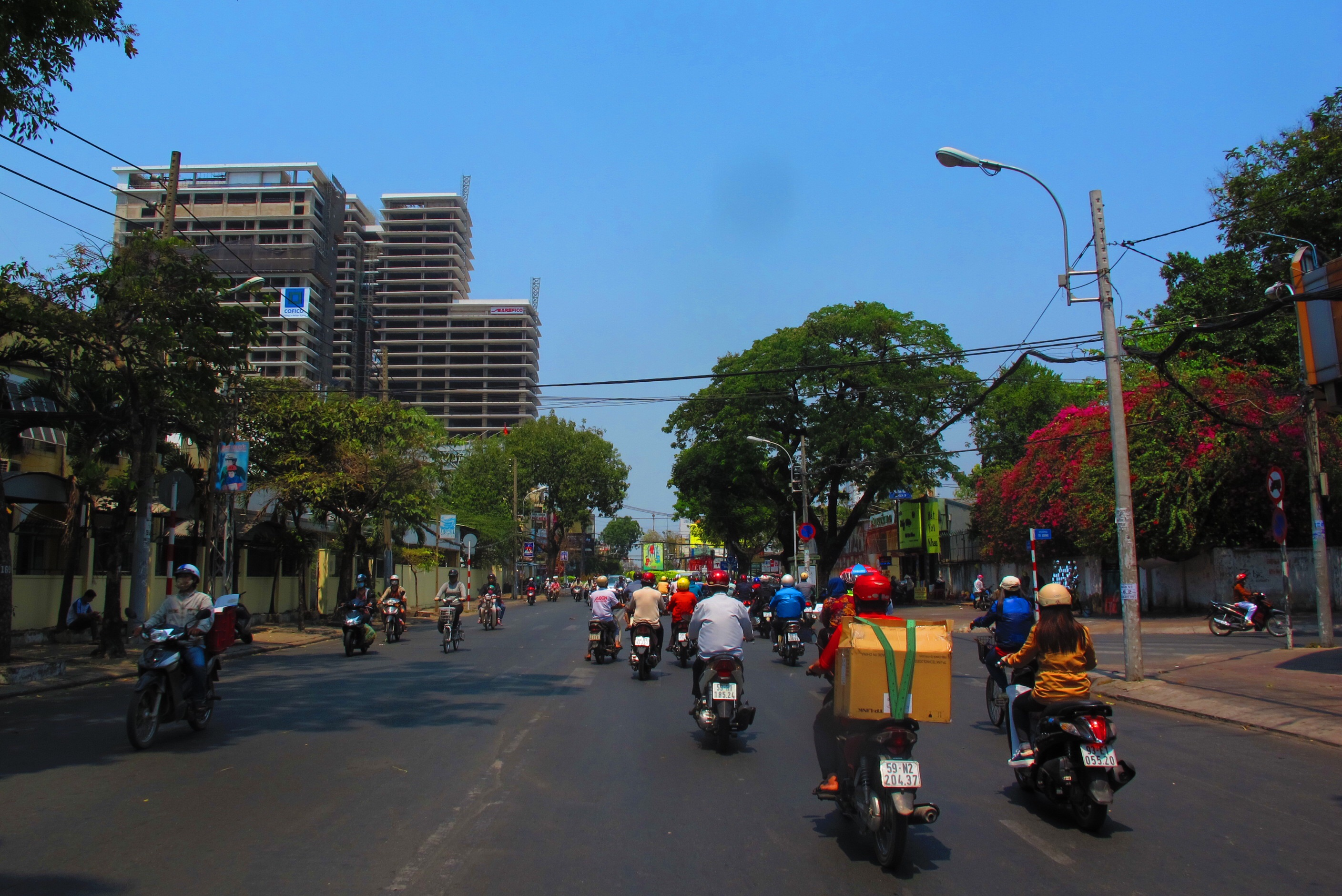
Đường Cách Mạng Tháng Tám đoạn thuộc Quận 3

Đường Cách Mạng Tháng Tám là một tuyến đường trục huyết mạch trên địa bàn Thành phố Hồ Chí Minh, nối từ ngã sáu Phù Đổng (Quận 1) đến ngã tư Bảy Hiền (quận Tân Bình).

## Vị trí
Tuyến đường này bắt đầu từ ngã sáu Phù Đổng (vòng xoay giao thông nơi giao nhau của 6 tuyến đường: Cách Mạng Tháng Tám, Lý Tự Trọng, Phạm Hồng Thái, Nguyễn Thị Nghĩa, Nguyễn Trãi và Lê Thị Riêng), đi về hướng tây bắc sang Quận 3 đến Công trường Dân Chủ (nơi giao nhau của các con đường: Cách Mạng Tháng Tám, Ba Tháng Hai, Võ Thị Sáu, Lý Chính Thắng, Nguyễn Phúc Nguyên và Nguyễn Thượng Hiền). Từ đây, tuyến đường tiếp tục đi thẳng qua khu vực Hòa Hưng, tạo thành một đoạn ranh giới giữa Quận 3 và Quận 10 rồi đi tiếp một đoạn trên địa bàn quận Tân Bình đến ngã tư Bảy Hiền (nơi giao nhau của 4 tuyến đường: Cách Mạng Tháng Tám, Trường Chinh, Lý Thường Kiệt, Hoàng Văn Thụ).

## Lịch sử

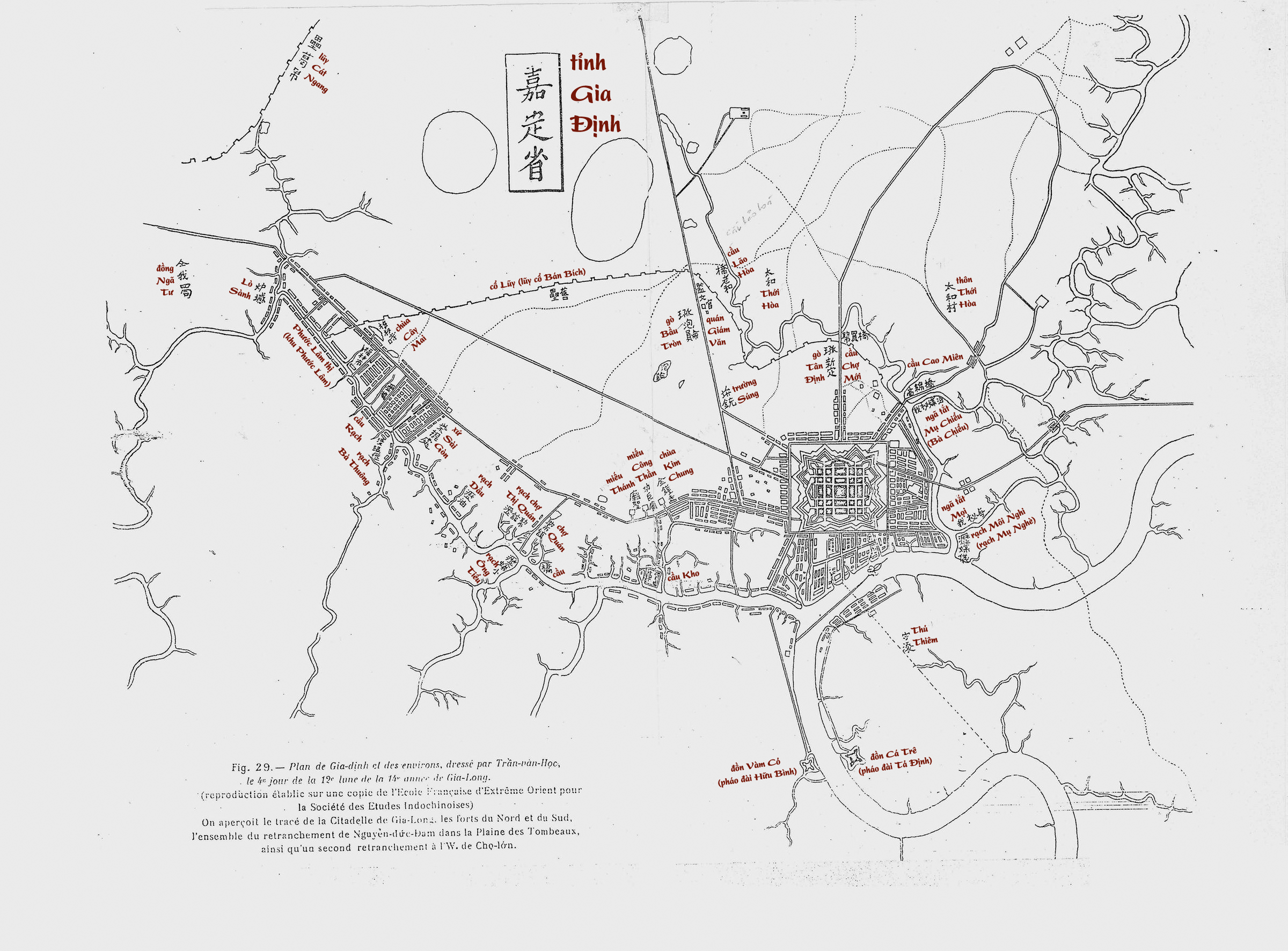
Con đường thiên lý từ Gia Định đi Nam Vang trên bản đồ năm 1815 do Trần Văn Học vẽ

Đường này xưa vốn là một đoạn của con đường Thiên Lý từ Gia Định đi Tây Ninh và Cao Miên (nay là các con đường Cách Mạng Tháng Tám, Trường Chinh và Quốc lộ 22). Dưới triều Nguyễn, đây là tuyến đường huyết mạch giữa Gia Định và Nam Vang (Cao Miên). Các đoàn sứ thần, thương nhân qua lại bằng xe trâu, xe bò hoặc ngựa thồ, vận chuyển hàng hóa giữa hai vương quốc. Con đường này từng chứng kiến những đoàn quân của triều Nguyễn đến tiếp cứu theo yêu cầu của triều đình Cao Miên để chống lại quân xâm lược Xiêm.
Sách Gia Định thành thông chí có ghi chép lại như sau: "Tháng 10 năm Ất Hợi (1815) niên hiệu Gia Long 14, Khâm mạng Gia Định thành tổng trấn quan đo đạc từ cửa Đoài Duyệt phía tây Thành đến cầu Tham Lương, bến đò Thị Lưu qua chầm Lão Nhông giáp ngã ba Sứ lộ, qua Khê Lăng đến đất Kha Pha Cao Miên, rồi đến sông lớn, dài 439 dặm, gặp chỗ có sông, khe thì gác cầu cống, chỗ bùn lầy thì đắp đất, rừng rú thì đốn cây, mở làm Thiên lý cù, bề ngang 6 tầm, làm thành con đường bằng thẳng cho người ngựa qua lại được bình an."
Năm 1865, người Pháp gọi đoạn đường từ ngã sáu Phù Đổng đến Quận 12 ngày nay là đường Thuận Kiều, theo tên gọi của đồn Thuận Kiều (một đồn binh đóng ở địa điểm thuộc phường Tân Thới Nhất hiện nay). Năm 1916, đoạn đường thuộc thành phố Sài Gòn được đặt tên là đường Verdun, phần còn lại của con đường đến Campuchia được gọi là đường thuộc địa số 1. Ngày 25 tháng 4 năm 1947, chính quyền Quốc gia Việt Nam đổi tên đoạn đường từ ngã sáu Phù Đổng đến đường Nguyễn Thị Minh Khai thành đường Nguyễn Văn Thinh, đoạn từ Nguyễn Thị Minh Khai đến Điện Biên Phủ thành đường Thái Lập Thành. Ngày 31 tháng 10 năm 1951 lại đổi đoạn từ đường Điện Biên Phủ đến đường Hòa Hưng thành đường Chanson. Như vậy lúc này đường Verdun chỉ còn một đoạn ngắn từ đường Hòa Hưng đến đường Bắc Hải ngày nay.
Năm 1955, chính quyền Việt Nam Cộng hòa gộp 4 con đường Nguyễn Văn Thinh, Thái Lập Thành, Chanson và Verdun thành đường Lê Văn Duyệt, kéo dài từ ngã sáu đến ranh giới thành phố Sài Gòn (kênh Vòng Thành, nay là đường Bắc Hải); đổi đường thuộc địa số 1 thành Quốc lộ 1, riêng đoạn đường từ ranh thành phố Sài Gòn đến Bà Quẹo (thuộc tỉnh Gia Định) được đặt tên là đường Phạm Hồng Thái.
Năm 1975, chính quyền Cộng hòa Miền Nam Việt Nam nhập hai đường Lê Văn Duyệt, Phạm Hồng Thái và một đoạn Quốc lộ 1 thành đường Cách Mạng Tháng Tám, kéo dài từ ngã sáu đến cầu Tham Lương. Đến năm 2000, Ủy ban nhân dân Thành phố Hồ Chí Minh lại quyết định cắt đoạn đường Cách Mạng Tháng Tám từ ngã tư Bảy Hiền đến cầu Tham Lương để nhập với một đoạn Quốc lộ 22 thành đường Trường Chinh như hiện nay.

## Tình trạng tuyến đường

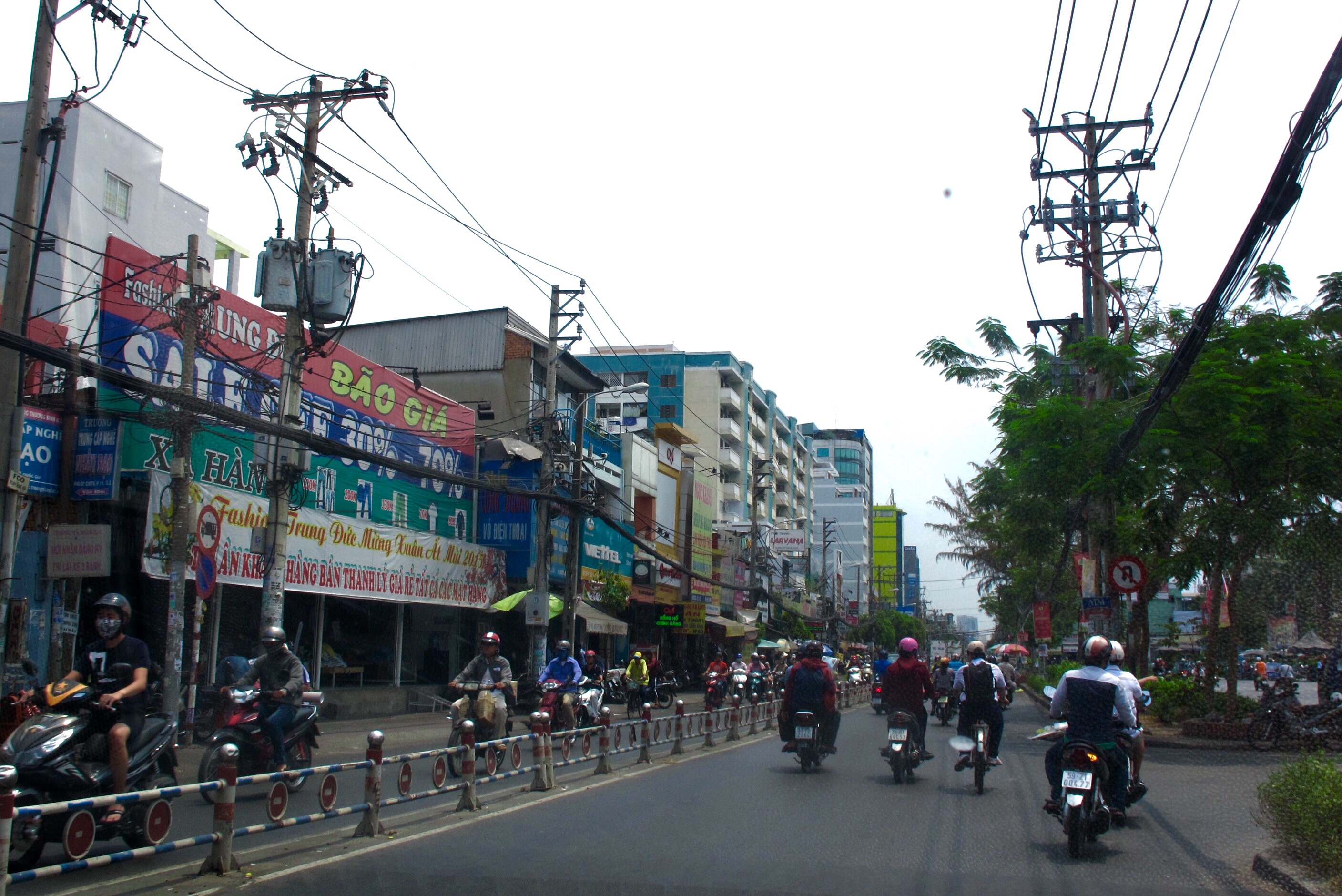
Đoạn đường đi qua trước công viên Lê Thị Riêng

Tuy là trục đường huyết mạch nhưng đoạn đường từ công trường Dân Chủ đến ngã tư Bảy Hiền có mặt đường rất hẹp, chỉ rộng khoảng rộng 8–10 m, dành cho 2–3 làn xe lưu thông. Do đó con đường này thường xuyên ùn tắc giao thông vào giờ cao điểm. Theo quy hoạch, con đường này có lộ giới 35 m và có tuyến đường sắt đô thị số 2 đi ngầm bên dưới. Từ năm 2020, Thành phố Hồ Chí Minh đã bắt đầu triển khai giải phóng mặt bằng dọc đường Cách Mạng Tháng Tám và đường Trường Chinh để mở rộng đường và xây dựng tuyến đường sắt đô thị này.